# Westphalie-de-l'Est-Lippe
Ne doit pas être confondu avec Westphalie-Lippe.

Localisation de la Wesphalie-Lippe

Carte de la Wesphalie-Lippe

La Westphalie-de-l'Est-Lippe (en allemand Ostwestfalen-Lippe en abrégé OWL) est une région de Rhénanie-du-Nord-Westphalie peuplée d'environ 2,06 millions d'habitants. La région est située au nord-est de ce Land et correspond à la même région administrative que celle du district de Detmold. La Westphalie Est-Lippe s'étend sur une superficie d'environ un cinquième de celle de la Rhénanie-du-Nord-Westphalie. La région comprend les arrondissements de Gütersloh, Herford, Höxter, Lippe, Minden-Lübbecke, Paderborn et la ville de Bielefeld.

## Situation géographique
La Westphalie-Lippe est limitrophe de la Basse-Saxe (au nord et à l'est), du district hessois de Cassel (au sud), et, à l'ouest, des districts d'Arnsberg et de Münster. 
Avant la suppression des districts de la Basse-Saxe (2004), les districts limitrophes bas-saxons du district de Detmold étaient le district de Weser-Ems au nord et de Hanovre à l'est.

## Blason

Blason de la Rhénanie Nord-Wesphalie (Cheval de Wesphalie et rose de Lippe).